# 奧漢查區
10°03′32″N 85°25′10″W / 10.05889°N 85.41944°W
奧漢查區（西班牙語：Hojancha District），是哥斯達黎加的行政區，位於該國西北部瓜納卡斯特省，由奧漢查縣負責管轄，面積80平方公里，海拔高度350米，2013年人口4,386人，人口密度每平方公里55人。